# Anancaun
Anancaun is een gehucht in Ross and Cromarty in de Schotse Hooglanden.